# Bublimotin
Bublimotin, Bubli Motin, Bublimating, Bubuli-Mo-Tin oder Ladyfinger Peak, ist eine etwa 6000 m hohe, auffällige Felsnadel im Batura Muztagh im Karakorum.
Sie gehört zum Hunza Peak und liegt im Südwesten des Ultar-Sar-Massiv. Die Erstbesteigung gelang den Franzosen Jacques Maurin und Patrick Cordier am 22. Mai 1982. Die zu durchkletternde Felswand ist 600 m lang. Der Berg war Schauplatz von Paragliding.